# ホワイト・ゴッド 少女と犬の狂詩曲
『ホワイト・ゴッド 少女と犬の狂詩曲』（ホワイトゴッド しょうじょといぬのラプソディ、Fehér isten）は、2014年のハンガリー・ドイツ・スウェーデンのドラマ映画。監督はコルネル・ムンドルッツォ。2014年5月17日に第67回カンヌ国際映画祭でプレミア上映された。
ムンドルッツォ監督が「信頼」について描く3部作の1作目であり、2作目は『ジュピターズ・ムーン』（2017年）である。

## キャスト
- リリ - ジョーフィア・プソッタ
- ダニエル - シャンドール・ジョーテール（英語版）
- エルザ - リリ・ホルヴァート
- 音楽教師 - ラースロー・ガールフィ（英語版）

## 受賞とノミネート
第67回カンヌ国際映画祭ではある視点賞、ストラスブール・ヨーロッパ・ファンタスティック映画祭では国際長編映画部門でオクトパス・ドールを獲得した。また犬たちにはパルム・ドッグ賞が贈られた。第87回アカデミー賞外国語映画賞にはハンガリー代表作として出品されたが、ノミネートには至らなかった。